# إدغار فونسيكا
إدغار فونسيكا (بالإسبانية: Edgar Fonseca) (ولد عام 1981  م) هو راكب دراجة هوائية كولومبي.
فاز فونسيكا بمرحلة من Clasica del Meta في عام 2005 واحتفل بفوزه الأول في نظام المدارات القارية، بعد ثلاث سنوات بفوز المرحلة في فولتا كولومبيا . في عام 2009 فاز بمرحلة في فويلتا تشيريكي ؛ في عام 2011 كان ناجحًا في قسم من فويلتا فنزويلا .

## روابط خارجية
- إدغار فونسيكا على موقع الاتحاد الدولي للدراجات (الإنجليزية)
- إدغار فونسيكا على موقع أرشيف الدراجات (الإنجليزية)
- إدغار فونسيكا على موقع نسبة الدراجات (الإنجليزية)